# 羅傑·費德勒紀錄
這是瑞士男子網球運動員羅傑·費德勒的紀錄。

## 世界第一球王宝座
- 生涯最高單打排名 : 1，為ATP史上第23位球王。[1]

- 單打球王（單打世界排名第一位）總週數達到310週（2004年2月2日-2008年8月17日、2009年6月6日-2009年7月6日、2012年7月9日-2012年11月4日、2018年2月19日-2018年4月1日、2018年5月14日-2018年5月20日、2018年6月18日-2018年6月24日），在ATP排名歷史上排行第二位。

- 2008年8月18日让出排名第一给拉斐爾·拿度之前，單打連續排名第一週數為237週（2004年2月2日-2008年8月17日），在ATP排名歷史上的紀錄排行第一位。[2]，之前的男子记录为康纳斯的连续160周，女子记录为施特菲·格拉芙的连续186周。他是首个至少连续四年（非日历年）排名第一的男子选手。

- 2005年、2006年和2007年一整年內均能夠保持單打世界排名第一位，為ATP排名歷史上，第五位球員在一整年內均能保持單打世界排名第一位，其它人有康纳斯，伦德尔，桑普拉斯和莱顿·休伊特。[3] 费德勒是唯一一名连续三年（2005-2007）整年排名第一的男子选手。

- 生涯年終世界單打排名第一次數（單打）: 5次（2004-2007年、2008年）。為ATP排名史上第三高的年終世界單打排名第一的次數。[2] 费德勒是史上至少五年（2004-2007、2009）年终排名第一的男选手中的第三人(首位非美国籍)，之前有康纳斯（1974-78）和桑普拉斯（1993-98）。费德勒是史上第四位（首位非美國籍）至少连续四年（2004-2007）年终排名第一的男选手，之前有康纳斯（1974-78），约翰·麦肯罗（1981-1984）和桑普拉斯（1993-98）。

- 费德勒是伦德尔（1989）后重回年终第一（2009）的第二名男子选手。

- 费德勒是连续7年（2003-2009）年终排名前两位的第一位选手。2009年12月7日，费德勒创下连续排名前两位的纪录，達346周（2003年11月17日開始至2013年3月18日）；而位列前两位總週數共计超過495周。

## 大满贯
- 大满贯决赛最長不败（7場）——自1968年公開賽年代以來，首位球員在個人生涯的首七個大滿貫單打決賽中都贏得男子單打冠軍。[3]（2003年温布尔登-2006年澳網，紀錄終於2006年法網決賽）

- 连续四年温布尔登-美网“背靠背”夺冠（2004-2007）——為網球歷史上（含公開賽年代之前），首位球員連續4年在“温网+美網”雙料男子單打冠軍。[4]
- 网球史上唯一一位在两项大满贯赛事均達成5连冠（温网2003-2007、美网2004-2008）。
- 网球史上唯一一位在两项大满贯赛事均至少连续6年决赛（温网连续7年决赛、美网连续6年决赛）。
  - 网球史上首位球員连续两年温布尔登-美网-澳网"背靠背"男子單打夺冠。（2005年温布尔登-2005年美网-2006年澳網、2006年温布尔登-2006年美网-2007年澳网）[4]
- 連續5年（2003-2007年）均奪得温布尔登網球錦標賽的男單冠軍，与瑞典传奇前辈博里并列为网球史上唯二的温网五连冠。[3]
- 连续7年打入温网男子单打决赛，并6度封王。
- 温网男子单打决赛决赛总共12场，并8度封王。
- 連續5年（2004-2008）均奪得美国網球錦標賽男單冠軍，网球史上唯一的美网5连冠。[4]
- 连续6年打入美网男子单打决赛，并5连冠。
- 同一年3个大满贯（2004年、2006年、2007年）——自1988年的韋蘭特以來，首位在單季中四大滿貫賽事中贏得3個大滿貫男子單打冠軍的球員。（公開賽年代以來的第四位球員)[3](2004年、2006年、2007年均奪得澳網、温布尔登、美網單打冠軍）
  - 亦是网球史上唯一一位三度達成“同1年內獲得3个大满贯男子單打冠軍的球員”。[4]

- 生涯大滿貫奪冠次數(單打) : 20。[3]
  - 2003年 温网
  - 2004年 澳網、 温网、美網
  - 2005年  温网、美網
  - 2006年 澳網、 温网、美網
  - 2007年 澳網、 温网、美網
  - 2008年 美網
  - 2009年 法網（第14个，平原本的世界纪录14个）、温网（第15个，成为新世界纪录）
  - 2010年 澳網
  - 2012年  温网
  - 2017年  澳網、温网
  - 2018年  澳網

- 大滿貫男子單打連勝紀錄達27場（2005年温布尔登第一輪-2006年法網決賽、2006年温布尔登第一輪-2007年法網決賽），為1969年拉沃尔以來，最長的大滿貫男子單打連勝紀錄。[5]

- 連續10個大滿貫都進入男單決賽（2005年温布尔登-2007年美网，紀錄終於2008年澳網）——首位球員在連續10個大滿貫都進入男單決賽。[6]
  - 進入大滿貫男單決賽次數累計逹29次（至2017年溫网）——為歷史上進入大滿貫男單決賽次數最多的球員。
  - 連續23個大滿貫都至少進入男單準決賽（2004年温布尔登-2010年澳网）——首位球員在連續23個大滿貫中都至少進入男單準決賽。[7]
  - 連續36個大滿貫都至少進入男單八強（2004年温布尔登-2013年法网）——首位球員在連續36個大滿貫中都至少進入男單八強。
  - 首位球員在澳網連續11年進入四強。

- 首位連續2年“年度四大满贯均进入决赛”。[3]（2006年、2007年）

- 生涯中首個ATP大滿貫奪冠賽事(單打) : 温网（2003年）。[3]
  - 温布尔登亦是生涯中首個ATP五連冠賽事(單打)（2003-2007年）。

- 网球史上唯一在三项大满贯赛都夺得过五次冠军的男子单打选手 : 澳网（2004、2006、2007、2010、2017、2018），温布顿（2003-2007、2009、2012、2017），美网（2004-2008）。

- 网球史上唯一在3年（2006、2007、2009）中“年度四大满贯均进入决赛”的男子单打选手，并且在4项大满贯中都至少4次以上进入决赛，收齐4项大满贯的冠亚军（全满冠+全满亚）。

## ATP年終賽/大師盃
- 連續十三年入圍，在整個大師盃史上(含之前的年終大師賽和ATP世界錦標賽)位於第一。（2002-2014年）[8]

- 自2000年ATP年終賽易名大師盃後，首位連續五年都在分組賽全勝的球員。（2002年-2006年）

- 自2000年ATP年終賽易名大師盃後，首位連續五年都進決賽的球員。（2003年-2007年）

- 自2000年ATP年終賽易名大師盃後，奪冠最多的球員：6次（2003年、2004年、2006年、2007年、2010年、2011年）。在整個大師盃史上（含之前的年終大師賽和ATP世界錦標賽）位於第一。[9]

- 並為大師盃獲勝場數最多單打球員。（2002年-2008年在大師盃共獲得27勝5負成績）

## 大師系列賽
- 一年4个大师赛冠军（2005年、2006年）——自1990年起，為ATP大師系列賽歷史上，首位連續兩年在單季中拿下4個大師賽冠軍（不計算大师盃）的男子球員。[10]
  - 2005年 - 印第安泉大師賽、邁阿密大師賽、漢堡大師賽、辛辛那提大師賽
  - 2006年 - 印第安泉大師賽、邁阿密大師賽、加拿大大師賽、馬德里大師賽

- 連續29場大師系列賽勝利（2005年-2006年），打破桑普拉斯保持的19場紀錄，為大師系列賽歷史上，最長的大師系列賽連勝紀錄。（紀錄被宿敵纳达尔終於2006年蒙地卡羅大師賽決賽）

- 首位連續2年奪得印第安泉和邁阿密2站大師賽男子單打冠軍的球員。（2005年-2006年）

- 首位連續三年（2004-2006年）奪得印第安泉大師賽的男單單打冠軍。[11]

- 首位曾奪得過全部4站北美洲大師賽男子冠軍的非美國球員。

- 公開賽年代以來首位在全部大師賽均能晉身決賽的球員（這個紀錄在2011年創出，包括現有的印第安泉、邁阿密、蒙地卡羅、羅馬、馬德里、加拿大、辛辛那堤、上海、巴黎及已剔除出大師賽行列的漢堡）。

- 首位在全部硬地大師賽均能奪冠的球員（包括印第安泉、邁阿密、加拿大、辛辛那堤、上海、巴黎）。

- 四奪漢堡大師賽的男單冠軍。 (2002年、2004年、2005年、2007年)[12]
  - 漢堡大師賽亦是生涯中首個ATP大師賽單打奪冠賽事（2002年）。[3]

- 七奪辛辛那堤大師賽冠軍。 (2005年、2007年、2009年、2010年、2012年、2014年、2015年)[13]

- 生涯大師系列賽單打連勝紀錄 : 29場（2005年-2006年）[3]

^  注解Ａ：大師系列賽由9項大師賽組成，亦被稱作超九; 而在台灣，大師賽又稱作名人賽。

## 奪冠
- 自1979年的博格以來，首位連續在這三種不同場地的ATP巡迴賽單打賽事中奪冠的球員。（2004年不同場地三連勝 ~ 草地 : 温布尔登、泥地 : 瑞士網球公開賽、硬地 : 加拿大大師賽）

- 自1984年的麦肯罗以來，首位在單季中於泥地、草地、硬地都贏得兩項或以上ATP巡迴賽賽事男子單打冠軍的球員。（2004年）
  - （按 : 麥根萊的紀錄還包括世界團體盃的泥地賽）

- 生涯單季ATP巡迴賽(單打)最高奪冠次數 : 12次，成為自1995年的穆斯特以來，單季中ATP巡迴賽賽事男子單打奪冠次數最多的球員。[3]
  - 2006年——卡達公開賽、澳網、印第安泉大師賽、邁阿密大師賽、德國哈雷公開賽、温布尔登、加拿大大師賽、美網、日本網球公開賽、馬德里大師賽、瑞士室內賽、ATP年終賽（上海大師盃）

- 自2000年ATP冠軍積分實施以來，為連續五年奪得單打冠軍數目最多的球員。（2003年: 7個、2004年: 11個、2005年: 11個、2006年: 12個、2007年: 8個）

- 自公開賽年代以來，為首位連續3年每年均至少奪得10個ATP男單錦標的球員。[14]（2004年-2006年）

- 生涯單打奪冠次數 : 103次。[15]

- 生涯雙打奪冠次數 : 8次。[15]

- 首個ATP賽事冠軍（單打）: 米蘭網球賽（2001年）[3]

- 首個ATP衛冕賽事（單打）: 維也納公開賽（2002-2003年）

- 首個ATP三連冠賽事（單打）: 杜拜網球錦標賽（2003-2005年）

- 首個ATP四連冠賽事（單打）: 德國哈雷公開賽（2003-2006年）

- 首個連續五年打入決賽的ATP賽事（單打）: 迪拜網球锦标赛（2003-2007年）

- 連續三年（2003-2005年）奪得迪拜锦标赛的男單冠軍。[16]

- 連續三年（2006-2008年）奪得瑞士室內賽的男單冠軍。

- 四奪邁阿密大師賽男單冠單。（2005年、2006年、2017年、2019年）

- 十奪德國哈雷公開賽男單冠軍。（2003年、2004年、2005年、2006年、2008年、2013年、2014年、2015年、2017年、2019年）[17]

- 十奪瑞士室內網球賽男單冠軍。（2006年、2007年、2008年、2010年、2011年、2014年、2015年、2017年、2019年）[18]

- 八奪杜拜網球錦標賽男單冠軍。（2003年、2004年、2005年、2007年、2012年、2014年、2015年、2019年）[19]

- 19國奪冠[20]﹕ 義大利、澳洲、德國、奧地利、法國、阿聯、英國、美國、瑞士、加拿大、泰國、卡達、荷蘭、日本、西班牙、中國、葡萄牙、瑞典、土耳其。

## 決賽
- 生涯連續進入ATP巡迴賽決賽紀錄 : 17個（起始於2005年德國哈雷公開賽，結算於2006年加拿大大師賽）。為自1982年的伦德尔以來，最長的連續進入男單決賽紀錄。[3]
  - 2005年-德國哈雷公開賽、2005年温布尔登、2005年辛辛那堤大師賽、2005年美網、2005年泰國公開賽、2005年上海大師盃、2006年 多哈埃克森美孚公開賽、2006年澳網、2006年印第安泉大師賽、2006年邁阿密大師賽、2006年杜拜網球錦標賽、2006年蒙地卡羅大師賽、2006年羅馬大師賽、2006年法網、2006年德國哈雷、2006年温布尔登、2006年加拿大大師賽
    - 2006年8月16日，費達拿在辛辛那堤大師賽第二輪敗於英國穆雷，其個人連續進入ATP巡迴賽男單決賽紀錄亦鎖定在17個。

- 費達拿於2015年的瑞士室內網球賽躋身決賽後，成為首位於單一賽事連續十年晉級決賽的選手[21]。

- 男單决赛连胜最长纪录（24场） ——自1968年公開賽年代以來，為進入ATP賽事男子單打決賽中連勝紀錄最長的球員。[3]（自2003年維也納公開賽的決賽起，連續24個ATP巡迴賽賽事男單決賽中獲勝，記錄終止於2005年ATP年終賽（上海大師盃）決賽）

## 連勝
- 對單打世界排名前十名的選手，達到單打24連勝的驚人的紀錄。（紀錄起始於2003年馬德里大師賽，終於2005年澳網）

- 1990年大師賽年代以來单打连胜最长纪录（41场） ——此纪录和瑞典球王博里的41连胜的個人纪录持平。（紀錄起始於2006年美網第一輪，終結於2007年印第安泉大師賽第二輪）

- 單打草地賽事中連勝紀錄為65場，為公開賽時代最長的草地連勝紀錄。紀錄始於2003德國哈雷公開賽，終結於2008年温布尔登对纳达尔的决赛，包括德國哈雷公開賽草地賽事五度奪冠和温布尔登草地賽事五連冠。[22] 打破了博格的草地賽事單打41連勝紀錄。

- 單打硬地賽事中連勝紀錄為56場，為公開賽年代以來最長的硬地連勝紀錄，打破了桑普拉斯保持的34場不敗紀錄。[3]（起始於2005年鹿特丹公開賽第一輪，被宿敵纳达尔終結於2006年杜拜網球錦標賽男單決賽）

- 在美國境內的賽事中的連勝紀錄達到49場。（起始於2004年美網第一輪，終結於2006年辛辛那堤大師賽第二輪）

- 在在北美洲舉行的賽事中的連勝紀錄達到55場。[3]（起始於2004年美網第一輪，終結於2006年辛辛那堤大師賽第二輪）

- 生涯單打連勝20場以上的紀錄 : B
  - 41連勝[3]（生涯最長連勝紀錄，終結於阿根廷球員卡尼亞斯）
    - 開始於 2006年 美網 [第一輪]
    - 終結於 2007年 印第安泉大師賽[第二輪]
    - 連續奪標（單打7個）: 2006年 - 美網、日本網球公開賽、馬德里大師賽、瑞士室內賽、ATP年終賽（上海大師盃）、2007年 - 澳網、杜拜網球錦標賽

  - 35連勝[23]（終結於阿根廷球員納賓迪安）
    - 開始於 2005年 德國哈雷公開賽 [第一輪]
    - 終結於 2005年 ATP年終賽（上海大師盃）[決賽]
    - 連續奪標（單打5個）: 德國哈雷公開賽、温布尔登、辛辛那堤大師賽、美網、泰國公開賽

  - 26連勝[23]（終結於俄羅斯球員萨芬）
    - 開始於 2004年 美網 [第一輪]
    - 終結於 2005年 澳網 [準決賽]
    - 連續奪標（單打4個）: 2004年 - 美網、泰國公開賽、ATP年終賽（大師盃） 、2005年 - 多哈埃克森美孚公開賽

  - 25連勝[23]（終結於法國球員里夏爾·加斯凱）
    - 開始於 2005年 鹿特丹公開賽 [第一輪]
    - 終結於 2005年 蒙地卡羅大師賽 [準決賽]
    - 連續奪標（單打4個）: 鹿特丹公開賽、杜拜網球錦標賽、印第安泉大師賽、邁阿密大師賽

  - 24連勝[23] (終結於西班牙球員纳达尔)
    - 開始於 2011年 瑞士室內賽 [第一輪]
    - 終結於 2012年 澳網 [準決賽]
    - 連續奪標（單打3個）: 瑞士巴塞爾室內賽、法国巴黎大師賽、英國ATP年終賽（世界巡迴總決賽）

  - 23連勝[23]（終結於斯洛伐克球員赫巴蒂）
    - 開始於 2004年 德國哈雷公開賽 [第一輪]
    - 終結於 2004年 辛辛那堤大師賽 [第一輪]
    - 連續奪標（單打4個）: 德國哈雷公開賽、温布尔登、瑞士網球公開賽、加拿大大師賽

  - 21連勝[23]（終結於法國球員特松加）
    - 開始於 2009年 马德里大师赛 [第一輪]
    - 終結於 2009年 加拿大大師賽 [第三輪]
    - 連續奪標（單打3個）: 马德里大师赛、法网、温网

^  注解B：一般而言，連勝紀錄的計算以及勝場數、負場數，包含ATP巡迴賽賽事（包括世界團體盃）、戴维斯杯；不包含表演賽（如庫揚精英賽）、慈善賽和邀請賽，以及ATP或ITF主辦的非冠軍積分賽事（未來賽、挑戰賽和衛星賽）等。

## 勝出率
- 自1984年的麦肯罗後，為單季中男子單打（ATP巡迴賽賽事+台維斯盃）中勝率最高的球員: 0.9529。[3]（2005年，為公開賽年代以來的第二最高勝率；最高勝率為1984年麦肯罗的0.9647）

## 勝出場數
- 自1982年的伦德尔後，首位连续两年单赛季取得80胜或以上的选手。[14]（2005年、2006年）

- 生涯單打勝負 : 1242勝-271負 B [15]（2021年3月8日）

- 繼康諾斯和蘭度後，第三位取得職業生涯1000場單打勝利的球員。

## 積分
- 2006年11月19日的ATP單打排名積分為8370（上海大師盃奪冠後的週一），為ATP當時單打排名積分制度下最高的每週排名積分及年終排名積分。[24]

- 自2000年ATP單打競賽積分實施以來，首位ATP競賽積分破千的球員。（2004年）

- 並為單季中ATP單打競賽積分破千最早的球員。（2006年7月10日的1017分）

- 最高競賽積分 : 1674分，為ATP單打最高競賽積分紀錄保持者。（2006年）

## 獎金
- 最高個人年度總獎金紀錄 : 11,754,077美元（2017年），超越2007年自己的舊紀錄8,611,510美元，成為歷年來第五位單季總獎金破千萬美金的球員。[9]

- 生涯累積獎金 : 129,946,683美元。為ATP史上第二高的生涯累積獎金。（更新於2021年3月8日）[25]

- 網球史（業餘和公開賽時期）上首位獎金突破5000萬（2009年美網後）和第二位獎金突破一億美元（2017年澳網後）的球員。

## 其他
- 2007年4月成為瑞士首次以在世名人作為郵票肖像的名人。

- 2019年12月成為瑞士首次以在世名人作為錢幣肖像的名人。

- 连续四年（2005-2008）获得劳伦斯体育大奖年度最佳男运动员，他也成为2000年这一奖项设立以来首位四次获得这一荣誉的運動員。

## 參看
- 罗杰·费德勒
- 國際職業網球聯合會的ATP巡迴賽紀錄一節

## 外部連結
- ATP比赛动态 － 罗杰·费德勒 （页面存档备份，存于） ── 罗杰·费德勒在ATP官方網站的比賽數據（简体中文）
- ATP球員簡介 － 罗杰·费德勒 （页面存档备份，存于） ──在「職業生涯最高紀錄」該頁中有罗杰·费德勒在ATP官方網站的網球生涯重要事蹟介紹（简体中文）、（英文）
- Tennis28 ATP Statistics （页面存档备份，存于） ── ATP數據統計（英文）